# Saint-Michel-de-Lapujade
Pour les articles homonymes, voir Saint-Michel.
Saint-Michel-de-Lapujade est une commune du Sud-Ouest de la France, située dans le département de la Gironde, en région Nouvelle-Aquitaine.
Ses habitants sont appelés les Lapujadais.

## Géographie

### Localisation
Située dans l'extrême est de l'Entre-deux-Mers en limite du département de Lot-et-Garonne, la commune se trouve à 72 km au sud-est de Bordeaux, chef-lieu du département, à 29 km à l'est de Langon, chef-lieu d'arrondissement et à 10 km à l'est de La Réole, ancien chef-lieu de canton.
La commune est aujourd'hui composée de deux villages, Saint-Michel et Lorette, distants de deux kilomètres, ayant chacun leur église, leur cimetière et, autrefois, leur école.

### Communes limitrophes
Les communes limitrophes sont  Fossès-et-Baleyssac, Lagupie, Lamothe-Landerron, Mongauzy, Saint-Martin-Petit, Saint-Vivien-de-Monségur et Sainte-Gemme.
|                     | Sainte-Gemme             | Saint-Vivien-de-Monségur                    |
| Fossès-et-Baleyssac | Saint-Michel-de-Lapujade | Lagupie (Lot-et-Garonne) Saint-Martin-Petit |
| Mongauzy            | Lamothe-Landerron        |                                             |

### Climat
Pour des articles plus généraux, voir Climat de la Nouvelle-Aquitaine et Climat de la Gironde.
Historiquement, la commune est exposée à un climat océanique aquitain.  
En 2020, Météo-France publie une typologie des climats de la France métropolitaine dans laquelle la commune est exposée à un climat océanique et est dans la région climatique  Aquitaine, Gascogne, caractérisée par une pluviométrie abondante au printemps, modérée en automne, un faible ensoleillement au printemps, un été chaud (19,5 °C), des vents faibles, des brouillards fréquents en automne et en hiver et des orages fréquents en été (15 à 20 jours).
Pour la période 1971-2000, la température annuelle moyenne est de 13,2 °C, avec une amplitude thermique annuelle de 15,1 °C. Le cumul annuel moyen de précipitations est de 815 mm, avec 11,5 jours de précipitations en janvier et 6,5 jours en juillet. Pour la période 1991-2020, la température moyenne annuelle observée sur la station météorologique la plus proche, située sur la commune de Talence à 17 km à vol d'oiseau, est de 14,3 °C et le cumul annuel moyen de précipitations est de 884,0 mm,. Pour l'avenir, les paramètres climatiques de la commune estimés pour 2050 selon différents scénarios d’émission de gaz à effet de serre sont consultables sur un site dédié publié par Météo-France en novembre 2022.

## Urbanisme

### Typologie
Au 1er janvier 2024, Saint-Michel-de-Lapujade est catégorisée commune rurale à habitat très dispersé, selon la nouvelle grille communale de densité à sept niveaux définie par l'Insee en 2022.
Elle est située hors unité urbaine. Par ailleurs la commune fait partie de l'aire d'attraction de La Réole, dont elle est une commune de la couronne,. Cette aire, qui regroupe 20 communes, est catégorisée dans les aires de moins de 50 000 habitants,.

### Occupation des sols

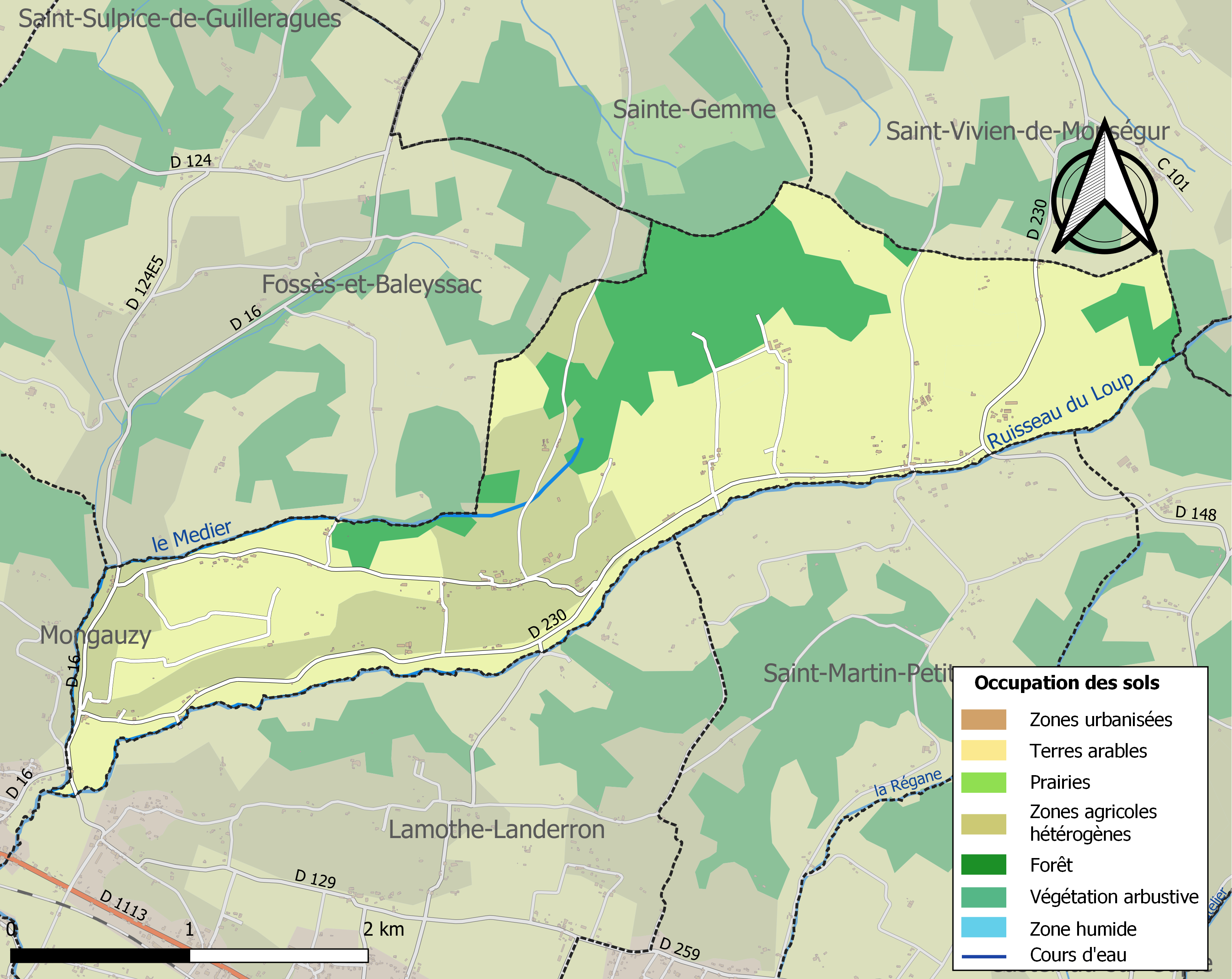
Carte des infrastructures et de l'occupation des sols de la commune en 2018 (CLC).

L'occupation des sols de la commune, telle qu'elle ressort de la base de données européenne d’occupation biophysique des sols Corine Land Cover (CLC), est marquée par l'importance des territoires agricoles (81,5 % en 2018), une proportion identique à celle de 1990 (81,5 %). La répartition détaillée en 2018 est la suivante : 
cultures permanentes (35,1 %), terres arables (24 %), zones agricoles hétérogènes (22,4 %), forêts (18,5 %). L'évolution de l’occupation des sols de la commune et de ses infrastructures peut être observée sur les différentes représentations cartographiques du territoire : la carte de Cassini (XVIIIe siècle), la carte d'état-major (1820-1866) et les cartes ou photos aériennes de l'IGN pour la période actuelle (1950 à aujourd'hui).

### Voies de communication et transports
La commune est traversée, en dehors du bourg proprement dit, par la route départementale D230 qui relie Mongauzy au sud-ouest à Saint-Vivien-de-Monségur au nord-est.

L'autoroute la plus proche est l'autoroute A62 dont l'accès no 4, dit de La Réole, est distant de 22 km vers le sud-ouest.

L'accès no 1, dit de Bazas, à l'autoroute A65 (Langon-Pau) se situe à 35 km vers le sud-ouest.
La gare SNCF la plus proche est celle, distante de 9,5 km vers l'ouest, de La Réole sur la ligne Bordeaux-Sète du TER Nouvelle-Aquitaine.

### Risques majeurs
Le territoire de la commune de Saint-Michel-de-Lapujade est vulnérable à différents aléas naturels : météorologiques (tempête, orage, neige, grand froid, canicule ou sécheresse), mouvements de terrains et séisme (sismicité très faible). Un site publié par le BRGM permet d'évaluer simplement et rapidement les risques d'un bien localisé soit par son adresse soit par le numéro de sa parcelle.
Les mouvements de terrains susceptibles de se produire sur la commune sont des affaissements et effondrements liés aux cavités souterraines (hors mines). Par ailleurs, afin de mieux appréhender le risque d’affaissement de terrain, un inventaire national permet de localiser les éventuelles cavités souterraines sur la commune.

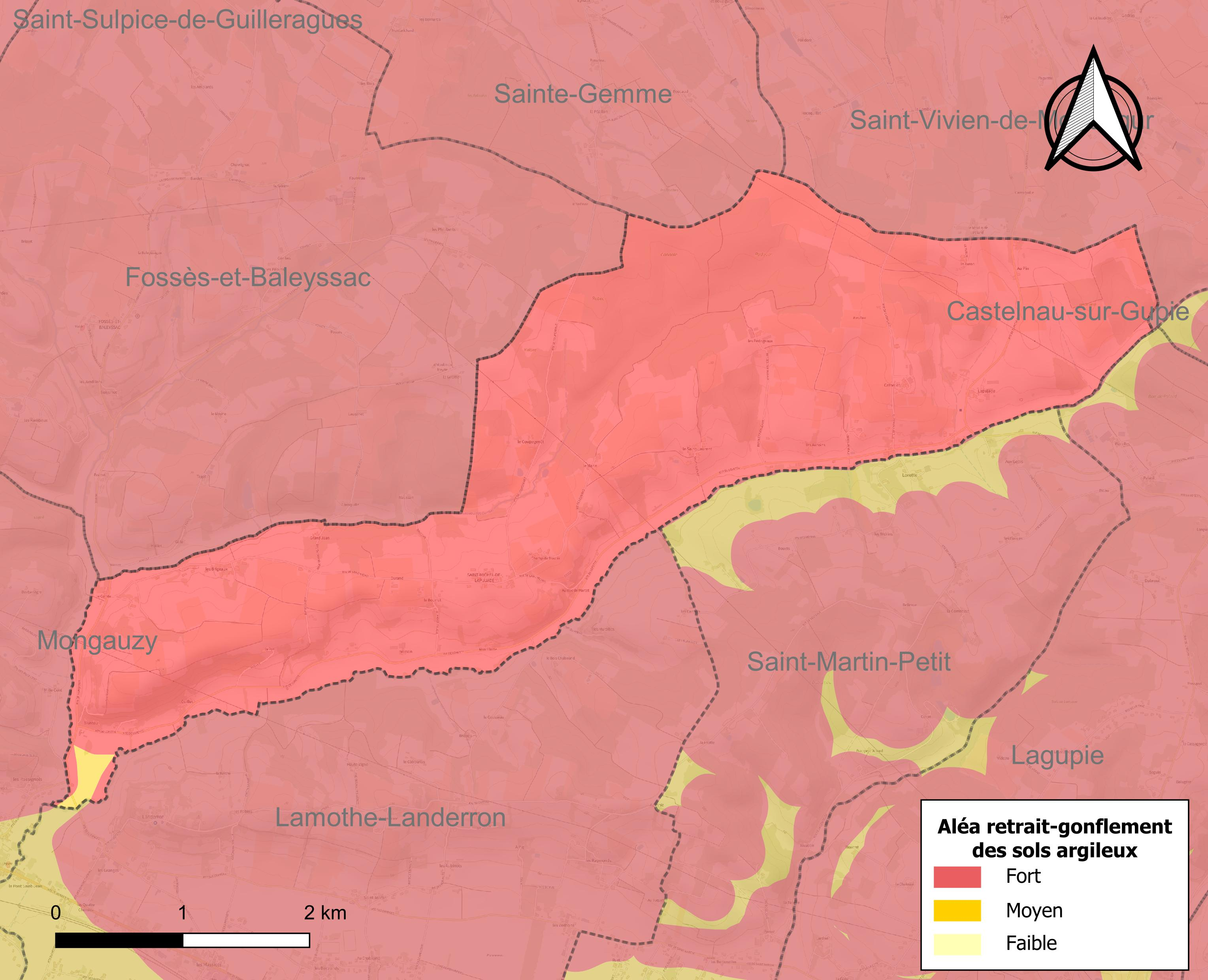
Carte des zones d'aléa retrait-gonflement des sols argileux de Saint-Michel-de-Lapujade.

Le retrait-gonflement des sols argileux est susceptible d'engendrer des dommages importants aux bâtiments en cas d’alternance de périodes de sécheresse et de pluie. La totalité de la commune est en aléa moyen ou fort (67,4 % au niveau départemental et 48,5 % au niveau national). Sur les 109 bâtiments dénombrés sur la commune en 2019, 109 sont en aléa moyen ou fort, soit 100 %, à comparer aux 84 % au niveau départemental et 54 % au niveau national. Une cartographie de l'exposition du territoire national au retrait gonflement des sols argileux est disponible sur le site du BRGM,.
La commune a été reconnue en état de catastrophe naturelle au titre des dommages causés par les inondations et coulées de boue survenues en 1982, 1988, 1999, 2009 et 2018, par la sécheresse en 2005 et par des mouvements de terrain en 1999.

## Toponymie
L'origine étymologique du nom de la commune est l'archange éponyme et pujada qui signifie puy, colline : la « pujade » ou le « puch » évoquent la hauteur du relief caractérisant cette partie de la commune, à l'extrémité est.
En gascon, le nom de la commune est Sent Miquèu de la Pojada.

## Histoire
La chapelle Notre-Dame de Lorette est à l'origine du village de Lorette au XIIIè siècle. C'est vers 1250 que de jeunes bergers auraient vu apparaître une dame d'une grande beauté auprès d'une source ou s’abreuvait le troupeau. Effrayés ils s'enfuirent pour revenir avec leurs parents récupérer le troupeau, à la place de la Dame il y avait une statue de la Vierge à l'enfant. Déposée dans l'église de Lapujade cette statue revint auprès de la source dès le lendemain, transportée dans l'église de St Michel elle revint aussi. Il fut donc décidé de construire une petite chapelle pour héberger cette statue auprès de la source. Eléonore d'Aquitaine finança cette première chapelle autour de la source historique lors de son passage dans la région pour la création de la bastide de Monségur en 1253.
L'église actuelle de Notre Dame de Lorette a été élevée en 1864 au-dessus de la chapelle existante créant ainsi un monument atypique à deux niveaux dans lequel coule une source au pied de l'autel.
À la Révolution, la paroisse annexe Saint-Michel-Lapujade (de Saint-Jean de Mongauzy) est démembrée pour former les communes de Lapujade et de Saint-Michel. Le 15 juin 1812, la commune de Lapujade est rattachée à celle de Saint-Michel. Le 27 janvier 1956, la commune de Saint-Michel devient Saint-Michel-de-Lapujade,.

## Politique et administration
| Période                                  | Période   | Identité                   | Étiquette | Qualité                    |
| ---------------------------------------- | --------- | -------------------------- | --------- | -------------------------- |
| 1870                                     | 1871      | Jean Amblard               |           |                            |
| 1871                                     | 1890      | Charles Castanet           |           |                            |
| 1890                                     | 1892      | Antoine Pépin              |           |                            |
| 1892                                     | 1900      | Jean Amblard               |           |                            |
| 1900                                     | 1909      | Jean Paillou               |           |                            |
| 1909                                     | 1912      | Antoine Pépin              |           |                            |
| 1912                                     | 1919      | Jean Paillou               |           |                            |
| 1919                                     | 1925      | Laurent Laffargue          |           |                            |
| 1925                                     | 1950      | François Veyssières        |           |                            |
| 1950                                     | 1977      | Daniel Lufflade            |           |                            |
| mars 1977                                | mars 2008 | Luc Gaudenèche             |           |                            |
| mars 2008                                | mars 2014 | Philippe Boissonneau       |           |                            |
| mars 2014                                | En cours  | Christian Malandit-Sallaud |           | Retraité Fonction publique |
| Les données manquantes sont à compléter. |           |                            |           |                            |

### Intercommunalité
Le 1er janvier 2014, la communauté de communes du Réolais ayant été supprimée, la commune de Saint-Michel-de-Lapujade s'est retrouvée intégrée à la communauté de communes du Réolais en Sud Gironde siégeant à La Réole.

## Démographie
L'évolution du nombre d'habitants est connue à travers les recensements de la population effectués dans la commune depuis 1793. Pour les communes de moins de 10 000 habitants, une enquête de recensement portant sur toute la population est réalisée tous les cinq ans, les populations de référence des années intermédiaires étant quant à elles estimées par interpolation ou extrapolation. Pour la commune, le premier recensement exhaustif entrant dans le cadre du nouveau dispositif a été réalisé en 2005.

En 2022, la commune comptait 212 habitants, en évolution de −5,36 % par rapport à 2016 (Gironde : +6,91 %, France hors Mayotte : +2,11 %).
| 1793 | 1800 | 1806 | 1821 | 1831 | 1836 | 1841 | 1846 | 1851 |
| ---- | ---- | ---- | ---- | ---- | ---- | ---- | ---- | ---- |
| 496  | 362  | 368  | 442  | 500  | 447  | 461  | 442  | 433  |

| 1856 | 1861 | 1866 | 1872 | 1876 | 1881 | 1886 | 1891 | 1896 |
| ---- | ---- | ---- | ---- | ---- | ---- | ---- | ---- | ---- |
| 411  | 436  | 368  | 430  | 424  | 381  | 339  | 337  | 360  |

| 1901 | 1906 | 1911 | 1921 | 1926 | 1931 | 1936 | 1946 | 1954 |
| ---- | ---- | ---- | ---- | ---- | ---- | ---- | ---- | ---- |
| 353  | 284  | 273  | 243  | 248  | 233  | 260  | 268  | 260  |

| 1962 | 1968 | 1975 | 1982 | 1990 | 1999 | 2005 | 2006 | 2010 |
| ---- | ---- | ---- | ---- | ---- | ---- | ---- | ---- | ---- |
| 222  | 217  | 209  | 221  | 222  | 221  | 203  | 204  | 193  |

| 2015 | 2020 | 2022 | - | - | - | - | - | - |
| ---- | ---- | ---- | - | - | - | - | - | - |
| 225  | 217  | 212  | - | - | - | - | - | - |

## Économie
Viticulture : Entre-deux-mers (AOC)
Comme dans nombre de campagnes, la mécanisation de l'agriculture a réduit le nombre d'emplois disponibles sur place. Les bassins d'emplois de La Réole, chef-lieu du canton, et de Marmande, dans le département voisin, concentrent l'essentiel des entreprises.
La viticulture propose encore quelques emplois essentiellement saisonniers.

## Lieux et monuments
- L'église Saint-Michel, située au cœur du bourg, de fondation romane, a été construite en appareil au XIIe siècle avec une nef à charpente lambrissée, remaniée au XVe siècle par l'ajout d'une seconde nef voûtée au sud puis XVIIe siècle et restaurée au XIXe siècle ; elle abrite plusieurs autels et retables remarquables et est inscrite[25],[26] à l'inventaire des monuments historiques depuis 1925.

Le chœur comporte une travée droite avec voûte en berceau, puis un sanctuaire voûté en cul-de-four. Des fenêtres éclairent cette partie de l'édifice, dont l'un des chapiteaux est sculpté d'une sirène à deux queues largement écartées. Cette représentation de la séduction, du mal et de la luxure est encadrée de têtes monstrueuses.
La façade occidentale est surmontée d'un clocher mur percé de deux baies en plein cintre.
La cloche datée de 1556 est l'une des plus anciennes du secteur.
- L'église Notre-Dame-de-Lorette se situe dans un écart appelé Lorette, sur cette route départementale D230, écart situé à cheval sur les territoires communaux de Saint-Michel-de-Lapujade et de Saint-Martin-Petit en Lot-et-Garonne. Cette église a été bâtie sur l'emplacement d'une chapelle que fit construire Aliénor d'Aquitaine, après le XIIIe siècle, en commémoration d'une apparition de la Vierge survenue en 1150 à deux jeunes bergers[27],[28].

Pendant la Révolution, elle est vendue comme bien national. En 1830, alors que la fréquentation diminue, l'abbé Dupuch entreprend la restauration de l'édifice. En 1864, la nouvelle église est bâtie sous l'impulsion du cardinal Donnet et du comte O'Kelly, propriétaire du château de Lamothe.
- Sur la route départementale D230 (Mongauzy-Saint-Vivien-de-Monségur), un monument aux morts a été dressé en souvenir de l'attaque[29] subie le 9 juin 1944 par le maquis de Lorette fondé par Daniel Faux et son épouse en août 1943[30].

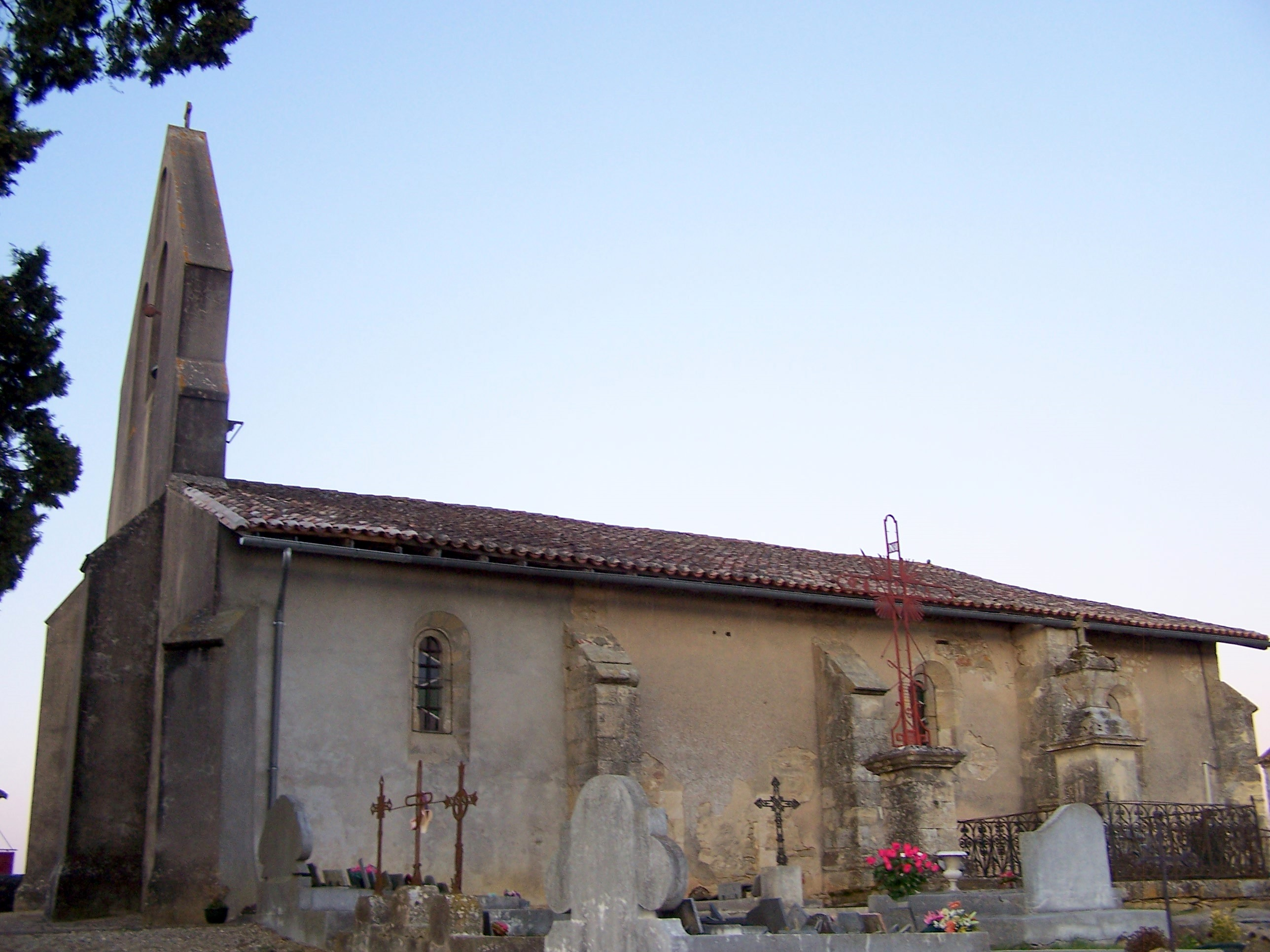
L'église Saint-Michel dans le bourg (fév. 2010)
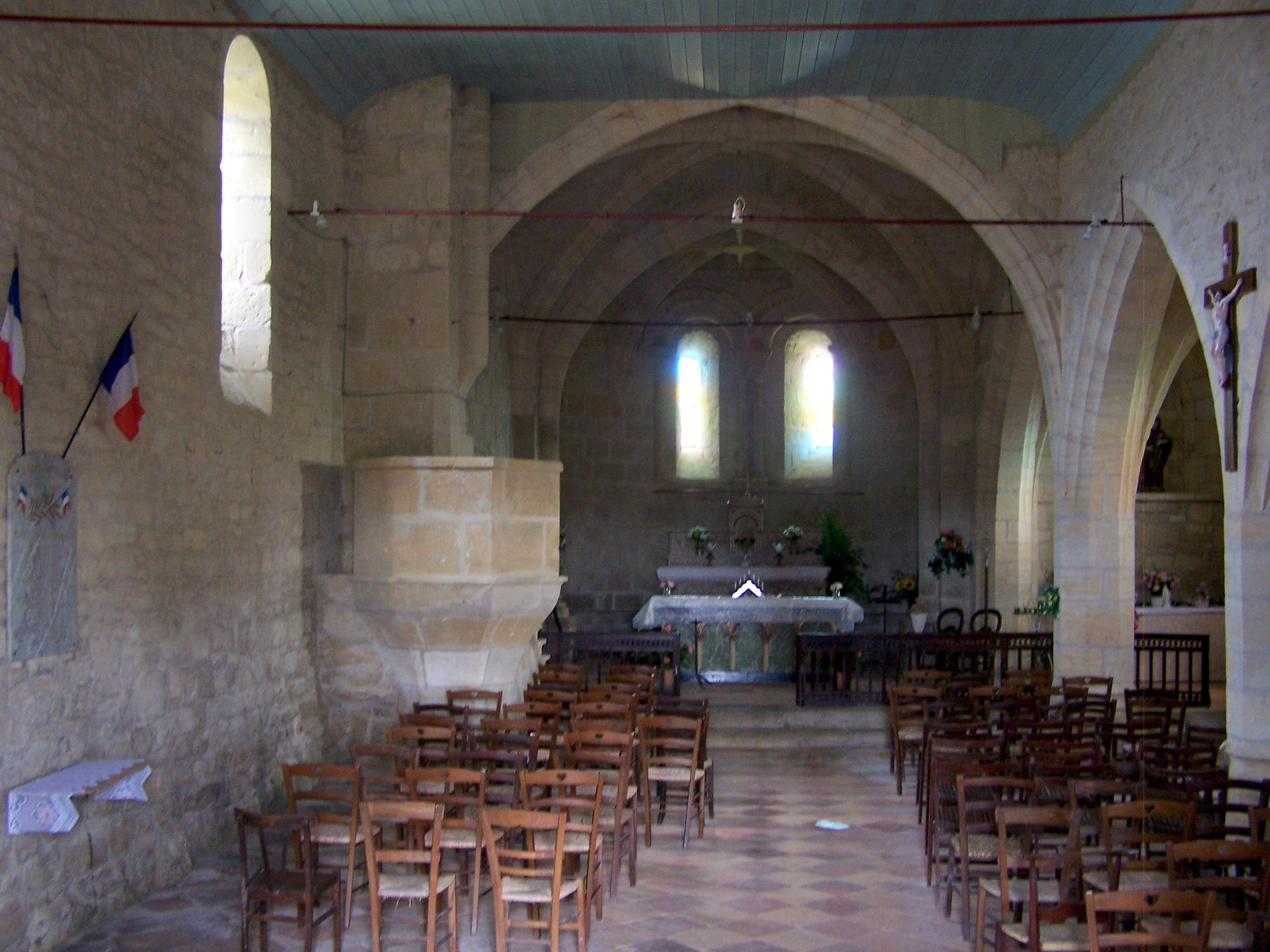
L'intérieur de l'église Saint-Michel (fév. 2010)
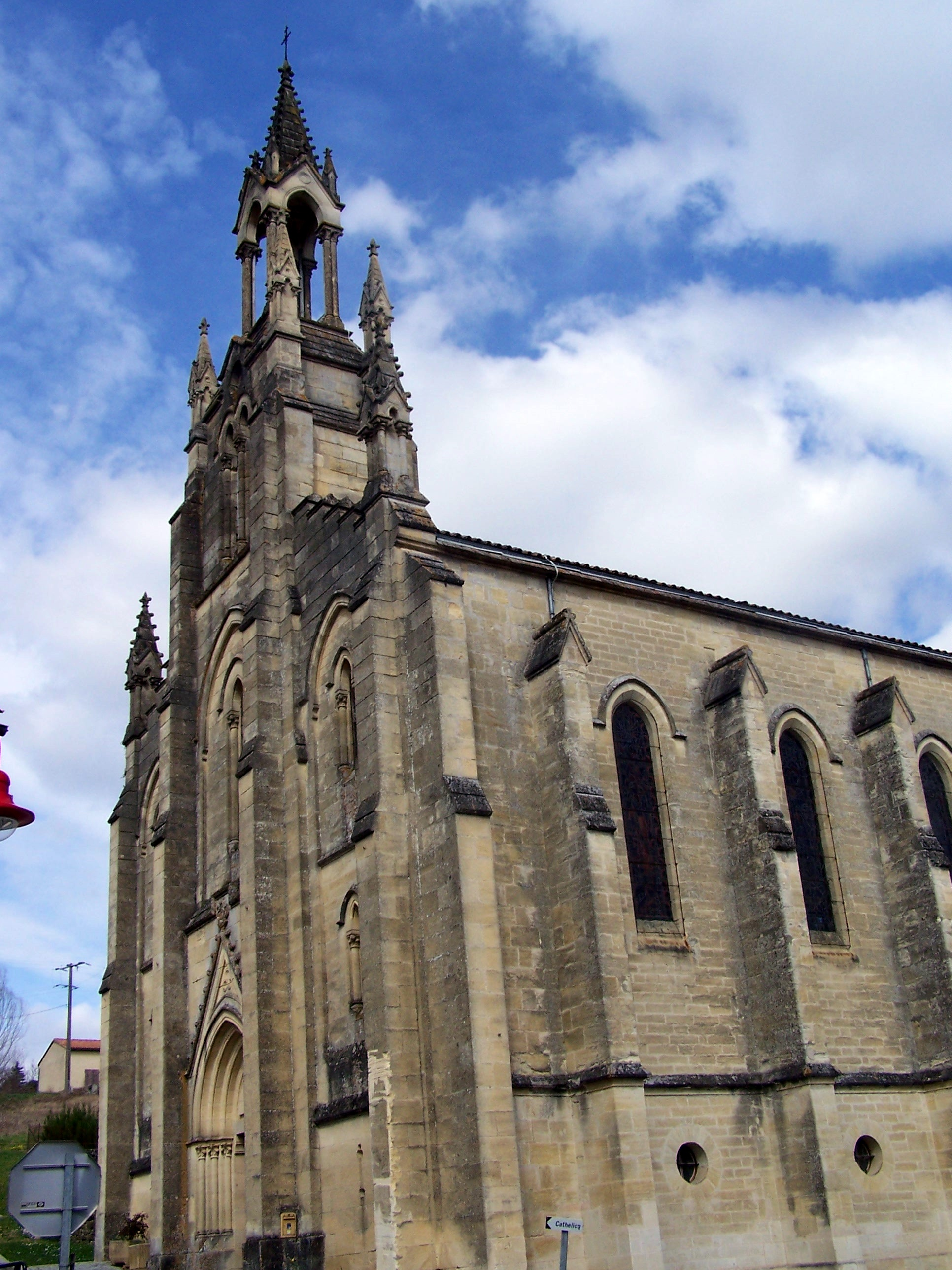
L'église Notre-Dame-de-Lorette (mars 2010)
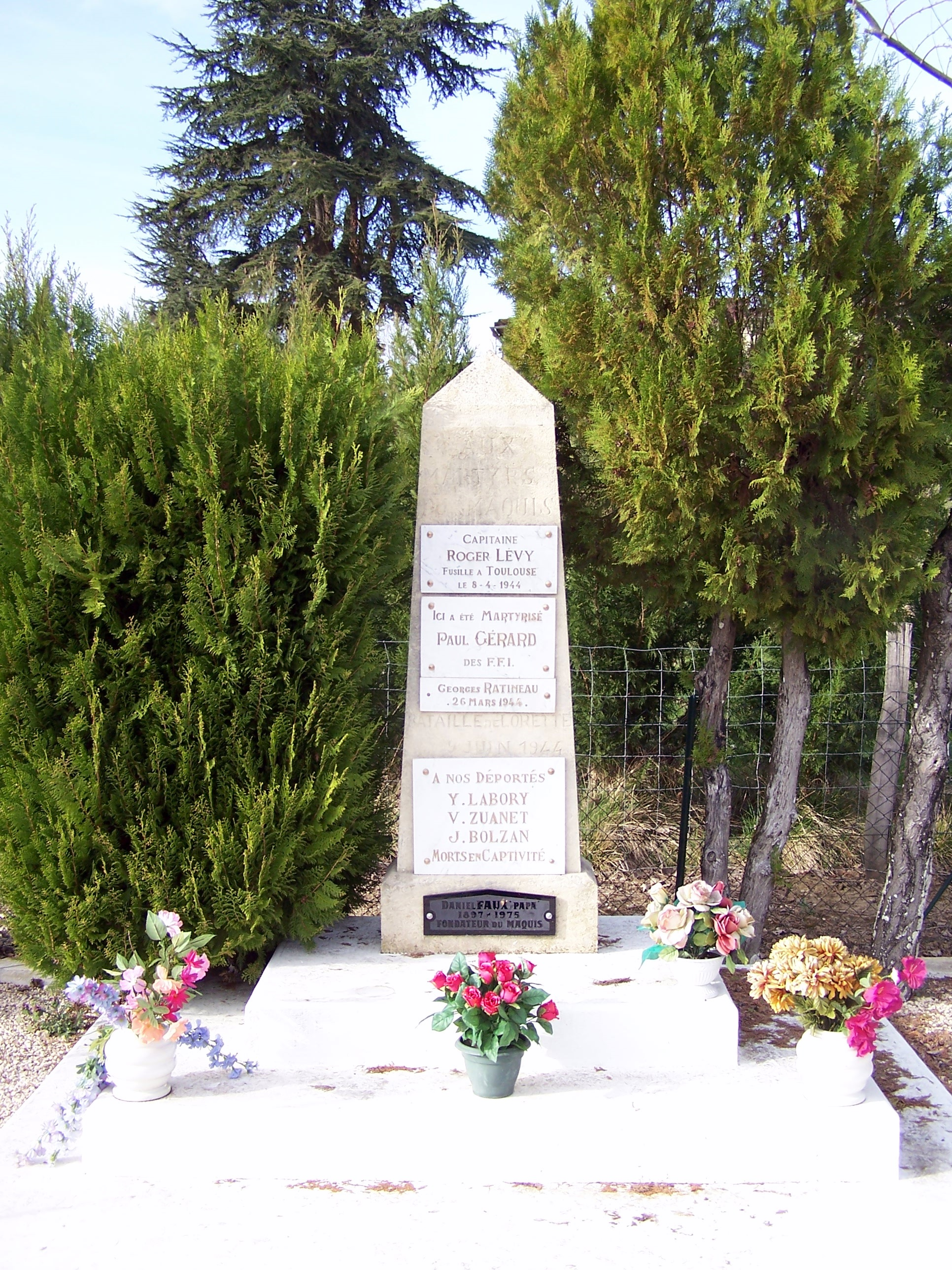
Le monument aux morts de la Résistance (mars 2010)